# Resolució 516 del Consell de Seguretat de les Nacions Unides
La Resolució 516 del Consell de Seguretat de les Nacions Unides, aprovada per unanimitat l'1 d'agost de 1982, després de recordar les resolucions 508 (1982), 509 (1982), 512 (1982), 513 (1982) i 515 (1982), el Consell va exigir el cessament immediat de les activitats militars entre Israel i el Líban, assenyalant les violacions de l'alto el foc a Beirut.
La resolució autoritza al Secretari General del Secretari General de les Nacions Unides a desplegar observadors de les Nacions Unides immediatament al voltant de la capital libanesa Beirut i informar sobre la situació a tot tardar quatre hores des de l'aprovació d'aquesta resolució.